# Санкт-Петербургское первое реальное училище
Санкт-Петербургское первое реальное училище — государственное среднее учебное заведение в Санкт-Петербурге, единственное в XIX веке в Европейской России, имевшее пансион.

## Предыстория
В 1862 году в доме на углу Большого проспекта и 12-й линии Васильевского острова (д. 34/5), в котором до этого располагалась служительская казарма Морского кадетского корпуса, была открыта гимназия с названием «седьмой». Она была организована в ходе реформы военно-учебных заведений Морского ведомства, в которых теперь могли учиться мальчики с 14 лет. Для общей подготовки не достигших этого возраста были открыты: Седьмая Санкт-Петербургская гимназия с пансионом для воспитанников, переводившихся из Морского ведомства, и Кронштадтская гимназия (также с пансионом). Директором Седьмой Петербургской гимназии 30 августа 1862 года был назначен инспектор Пятой гимназии В. Ф. Эвальд.

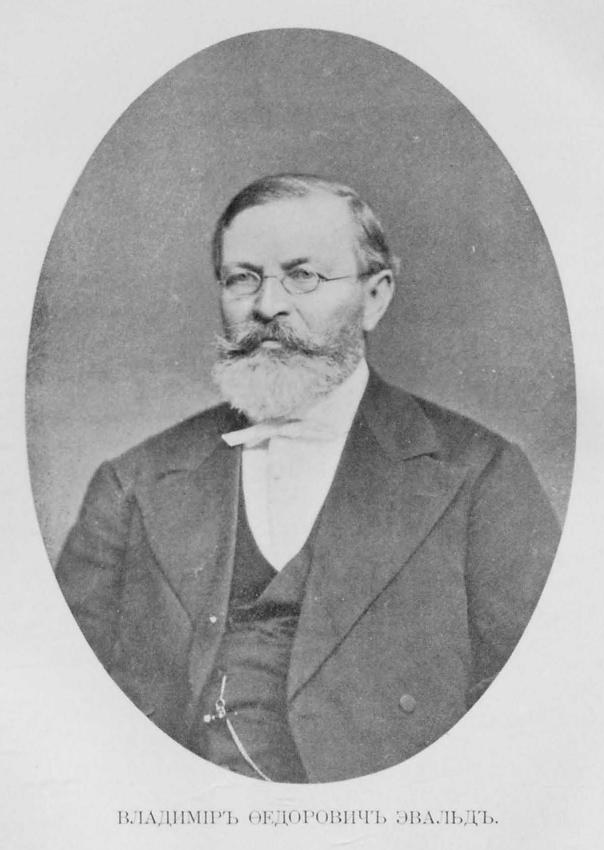
Первый директор В. Ф. Эвальд

Из Морского кадетского корпуса в гимназию было переведено 127 учеников, из Инженерного и артиллерийского училища Морского ведомства — 33 ученика. Они были зачислены в 3 младших класса: в 1-й — 38, во 2-й — 63, в 3-й класс — 57 учеников. Кроме этого, на основании проведённых в октябре экзаменов, были принято ещё (вновь или из других гимназий) 85 учащихся: в 1-й — 39, во 2-й — 25, в 3-й — 9 учеников, а также в специально по просьбам открытый 4-й класс — 12 учащихся; среди них было немало тех, которые по тем или иным причинам были удалены или находились на грани удаления в прежних учебных заведениях, а среди переведённых из заведений Морского ведомства многие не соответствовали по своим познаниям и умственному развитию гимназическому уровню и отличались, по замечанию директора В. Ф. Эвальда, «лживостью и неуважением к казённой собственности», среди них (даже в младших классах) было сильно распространено курение. После двухлетних, оставшихся бесплодными, попыток исправить дурные наклонности и повысить уровень знаний, в 1864 году многие были исключены из гимназии. Из оставшихся пансионеров Морского ведомства, в 1865 и 1866 году практически все возвратились в учебные заведения этого ведомства для продолжения обучения. И с этого времени гимназия фактически перестала быть подготовительным отделением для морских учебных заведений, как задумывалось при её создании.
В 1864 году здесь стал учиться Всеволод Гаршин. В 1865 году педагогическим советом гимназии было принято решение о преобразовании её в реальную, без преподавания древних (латинского и греческого) языков; четыре низших класса стали работать по уставу для реальных гимназий, а в трёх старших классах продолжался классический курс (латинский язык в 1865—1867 гг. преподавал директор В. Ф. Эвальд); с 1868 года все классы были устроены по уставу реальных гимназий. Таким образом из классических классов состоялось 3 выпуска: в 1866 году вышло три ученика — С. П. Глазенап, Г. А. Платонов и А. Д. Степанов; в два последующих года — И. И. Дитятин, Н. Н. Пантусов, Е. И. Кедрин, П. Е. Панафидин, Н. В. Чайковский.
Из реальных классов гимназии с 1869 по 1874 годы было выпущено 65 учеников, в числе которых были: Ф. Е. Максименко, П. Я. Мануилов, В. В. Оглоблин, Ф. И. Родичев, П. А. Мельников, В. М. Гаршин, Н. С. Дрентельн, Э. Х. Калнин, К. Н. Ермолинский.

## История
После утверждения 15 мая 1872 года «Устава реальных училищ ведомства Министерства народного просвещения» гимназия в том же году была преобразована в Санкт-Петербургское реальное училище; с открытием в 1873 году ещё одного реального училища (без пансиона) в их названиях появилась нумерация. Учебный курс реальных училищ строился таким образом, чтобы преподавание общеобразовательных предметов шло параллельно и одновременно с преподаванием специальных предметов. Училище было шестиклассным, с двумя отделениями (основным и коммерческим), и с тремя отделениями в дополнительном классе (общим, механико-техническим и химико-технологическим). В год преобразования было только пять низших классов; в 1873 году открыт шестой класс; в 1874 году был открыт дополнительный класс с тремя отделениями и V класс коммерческого отделения. В конце февраля 1873 года была утверждена новая форма для учеников реальных училищ.
Предполагалось открыть в 1873 году 25 реальных училищ, и 1-е Петербургское реальное училище в лице его директора и некоторых преподавателей было привлечено к их устройству; они составили списки необходимых учебных пособий и книг для библиотеки, а затем, для приобретения и заказа их, директор В. Ф. Эвальд и преподаватель физики С. И. Ковалевский были отправлены за границу (в Германию, Австрию, Бельгию, Францию) для ознакомления с аналогичными учебными заведениями и с учебным отделом всемирной Венской выставки и для заказа учебников.
Большое внимание в училище было обращено на рисование. Программа курса рисования была разработана преподавателями В. П. Шемиотом и А. Х. Преображенским. Работы учеников училища, находившиеся на Парижской выставке в 1877 году, привлекли внимание специалистов и Императорская Академия художеств, оценив труды училища, удостоила звания своего почётного вольного общника директора Эвальда и преподавателя Шемиота.
Особое внимание было уделено специальным предметам технических отделений дополнительного класса, которые впервые вводились в курс средних учебных заведений; не было ни опытных преподавателей, ни соответствующих учебных пособий.

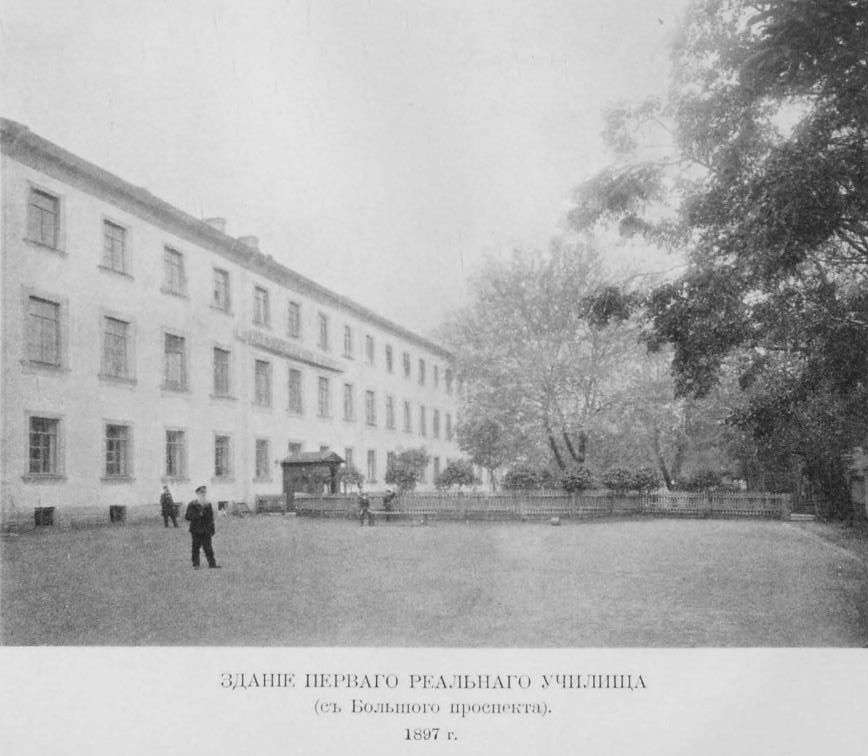
Здание 1-го Санкт-Петербургского реального училища (со стороны Большого проспекта; 1897 г.)

В 1887 году в училище было 258 человек (в том числе 87 пансионеров); в 1898 году — 3388 (139 пансионеров); в 1899 году — уже 445 (137 пансионеров), а в 1904 году — 592 (128 пансионеров). Увеличение желающих обучаться в реальной гимназии привело к тому, что численность, даже при открытии параллельных классов, доходила в них до 70 человек. В начале 1890-х годов к старому зданию училища был пристроен трёхэтажный флигель, в вернем этаже которого была устроена церковь во имя Александра Невского, а в нижних этажах устроены квартиры директора и инспектора (ранее они жили в доме через улицу). В 1896 году было устроено новое помещение для физического кабинета и электрическое освещение. В 1900 году был надстроен четвёртый этаж (для спален пансиона) и со стороны двора пристроен трёхэтажный флигель, в третьем этаже которого устроен актовый зал.
Во время событий 1905 года был уволен директор Н. Н. Пашковский и инспектор И. А. Массальский (для умиротворения учеников и их родителей), а также восемь наиболее революционно-активных преподавателей; назначено новое руководство и 11 новых преподавателей. Новым директором был назначен преподаватель русского языка и словесности 7-й гимназии Н. В. Волков, которому удалось возобновить занятия: сначала в младших классах (14.01.1906), затем в старших (к началу февраля 1906); из пансиона был удалён ряд не поддававшихся никаким мерам воздействия воспитанников (за всё время волнений, однако, было исключено не более 10 человек; а из числа добровольно покинувших училище в это время, большинство вернулось после успокоения ситуации).
С 16 августа 1908 года Н. В. Волков был назначен директором Новгородской гимназии, а во главе реального училища был поставлен И. Н. Шафрановский.

## Выпускники
1866—1874
См. Выпускники Седьмой Санкт-Петербургской гимназии (Эвальда)
1866
- Сергей Глазенап

1867
- Иван Дитятин (золотая медаль)
- Николай Пантусов
- Альфред Штукенберг (золотая медаль)

1868
- Иван Дмитриев (золотая медаль)
- Помпей Завалишин (золотая медаль)
- Евгений Кедрин
- Пётр Панафидин
- Николай Чайковский (золотая медаль)

1869
- Филипп Максименко (золотая медаль)
- Пётр Маниулов
- Василий Оглоблин (золотая медаль)

1870
- Евграф Ададуров (серебряная медаль)
- Фёдор Родичев (золотая медаль)

1871
- Павел Валуев (золотая медаль)
- Александр Дубровин (золотая медаль)
- Павел Мельников
- Александр Прянишников (золотая медаль)
- Василий Соколов (серебряная медаль)

1872
- Андрей Васильев (серебряная медаль)
- Александр Краснопольский (серебряная медаль)
- Модест Лавров (серебряная медаль)
- Николай Эпов (серебряная медаль)
- Александр Фёдоров (золотая медаль)

1873
- Александр Кондратьев (золотая медаль)[1]

1874
- Всеволод Гаршин
- Николай Дрентельн
- Константин Ермолинский (серебряная медаль)
- Эммануил Калнин (золотая медаль)
- Георгий Лаппо-Старженецкий

1875—1918

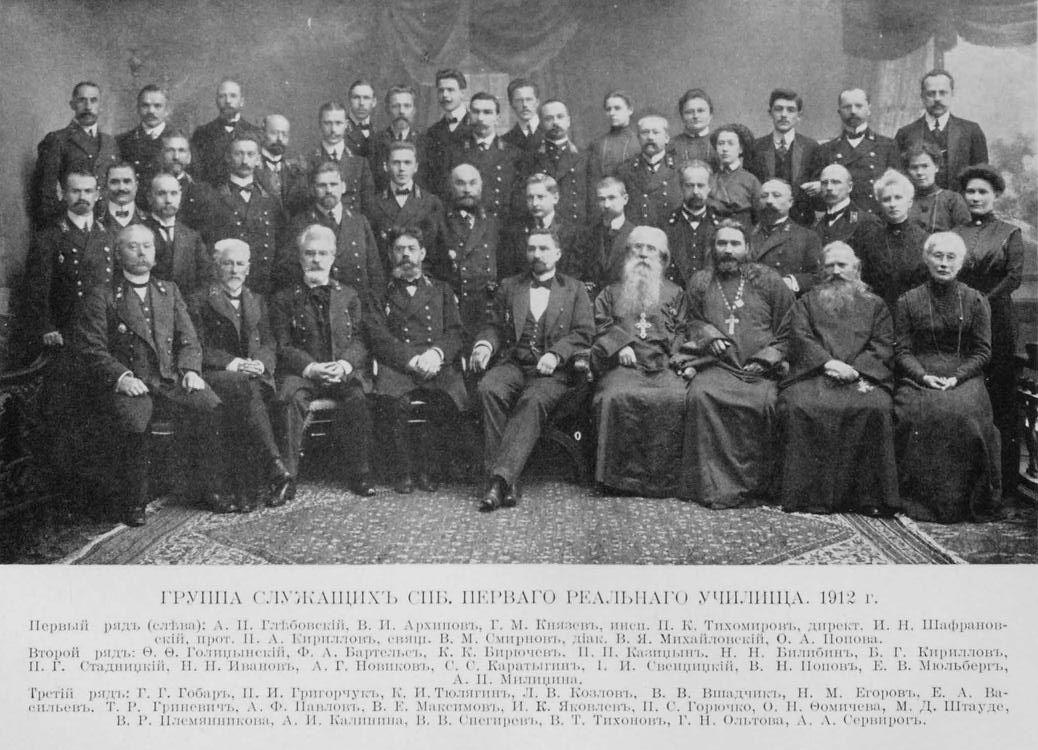
Преподаватели и служащие 1-го Петербургского реального училища (1912 г.)

См. Выпускники Санкт-Петербургского первого реального училища
1875
- Михаил Таубе

1876
- Михаил Миклуха
- Пётр Савин

1877
- Александр Гаврилов
- Александр Чебыкин
- Эмилий Циглер

1878
- Генрих Блок
- Александр Лундышев
- Александр Маас
- Николай Погребов
- Касьян де Шагрен
- Виктор Эвальд

1879
- Владимир Неронов
- Николай Барбот де Марни
- Илья Эрак

1880
- Василий Косяков

1881
- Геннадий Антоновский
- Константин Пфаффиус

1882
- Александр Миняев

1883
- Николай Ватсон
- Константин Козунов
- Пётр Пузанов
- Владимир Хорват

1885
- Николай Рожков

1888
- Иван Байков

1891
- Анатолий Бочвар

1892
- Владимир Фукс

1906
- Роберт Лютер

1910
- Константин Голицин

1912
- Мстислав Мезерницкий

1913
- Иван Виноградов

## Директора
- 30.08.1862 — 27.10.1890: В. Ф. Эвальд (одновременно в 1876—1887 гг. преподавал немецкий язык)
- 27.10.1890 — 01.08.1904: Н. И. Билибин
- 04.10.1904 — 21.12.1905: Н. Н. Пашковский
- 21.12.1905 — 16.08.1908: Н. В. Волков
- 16.08.1908 — ?: И. Н. Шафрановский